# Kleinbösingen
Kleinbösingen (Petit-Bassens en français) est une localité et une commune suisse du canton de Fribourg, située dans le district du Lac.

## Géographie
Selon l'Office fédéral de la statistique, Kleinbösingen mesure 301 ha. 9,3 % de cette superficie correspond à des surfaces d'habitat ou d'infrastructure, 64,8 % à des surfaces agricoles, 20,9 % à des surfaces boisées et 5,0 % à des surfaces improductives.
Kleinbösingen est limitrophe de Bösingen, Cormondes et Guin ainsi que Kriechenwil dans le canton de Berne.

## Démographie
Selon l'Office fédéral de la statistique, Kleinbösingen compte 703 habitants en 2022. Sa densité de population atteint 234 hab./km2.
Le graphique suivant résume l'évolution de la population de Kleinbösingen entre 1850 et 2008 :

## Réserve naturelle
La réserve naturelle de l'Auried se trouve dans une ancienne zone alluviale de la Sarine sur la commune de Kleinbösingen. Elle appartient depuis 1980 à l'organisation de protection de la nature Pro Natura. La vente de L’Écu d'or 1981 l'a dotée de 250 000 CHF pour l'acquisition du terrain et l'aménagement. Huit espèces d'amphibiens s'y reproduisent : grenouille verte, grenouille rousse, crapaud commun, triton alpestre, triton palmé, triton crêté, sonneur à ventre jaune, rainette verte. Plus de 190 espèces d'oiseaux y ont été observés, dont une soixantaine en nidification. Afin d'éviter son embroussaillement et de maintenir la zone alluviale, la réserve est entretenue au moyen de pelles mécaniques ainsi que par le pâturage de vaches écossaises Highland. Un sentier didactique permet sa visite.